# 西川勢津子
西川 勢津子（にしかわ せつこ、1922年9月13日 - ）は、日本の家事評論家。筆名に、山田のぶ、東山花子、桑井いねがある。
洗濯科学協会理事。

## 略歴
奈良県出身。日本女子大学校卒業。
掃除、洗濯、料理、家族関係まで多岐にわたる家事評論で活躍。1961年西武百貨店池袋店の家庭用品コンサルタントとなる。
桑井いねの筆名で書いた『おばあさんの知恵袋』（文化出版局）がロングセラーとなった。

## 著書
- 『新しいおそうじ』（日本放送出版協会） 1962
- 『ぞうきんから宝石まで』（文化服装学院出版局、すみれ新書） 1964
- 『最も新しいお掃除』（文化服装学院出版局、すみれ双書） 1966
- 『アメリカに暮らして』（文化服装学院出版局） 1969
- 『勢津子おばさんの掃除読本』（芸術生活社） 1970
- 『知られざるアメリカの暮らし』（文化出版局） 1971
- 『勢津子おばさんの洗濯読本』（芸術生活社） 1973
- 『若い女性の家事入門 第1巻 じょうずな家庭づくり』（大門出版） 1973
- 『若い女性の家事入門 第2巻 家事のテクニック』（大門出版） 1973
- 『私の家事ノート』（文化出版局） 1974
- 『クリーンライフ 合成洗剤の巻』（富士書房） 1975
- 『住まいと道具の新しいお掃除』（文化出版局） 1976
- 『おばあさんの知恵袋』（桑井いね名義、文化出版局） 1976、のち文春文庫
- 『続・おばあさんの知恵袋』（桑井いね名義、文化出版局） 1977、のち文春文庫
- 『味の贈りもの 作る楽しみ、食べる楽しみ』（講談社） 1979、のち改題『勢津子おばさんのお遊びクッキング』（講談社文庫）
- 『せつこおばさんの暮しの便利帳』（ワールド教育出版） 1981
- 『勢津子おばさんの暮らしマスター帳』（ブロンズ社） 1981
- 『勢津子おばさんの洗濯便利帳』（芸術生活社） 1981
- 『生活の技術 家事嫌いのあなたに贈るメッセージ』（平凡出版、クロワッサンの本）　1982
- 『私の嫁いびり 覚えてほしいわが家のホームマネージメント』（主婦の友社） 1982、のちPHP文庫
- 『「お肌の曲がり角」からUターン 手間・ひま・お金をかけずにシミやシワがとれるバイオティック化粧』（集英社） 1983　のち集英社文庫
- 『勢津子おばさんの掃除便利帳』（芸術生活社） 1983
- 『ちょっとすてきなないしょ話』（ランダム出版） 1983、のち文春文庫
- 『西川勢津子の四季の便利帳』（ランダム出版） 1983
- 『女の暮しの知恵袋 衣食住から美容まで1200の知恵』（文春文庫） 1984
- 『知っているようで知らない話』（講談社） 1984
- 『西川勢津子の住みごこち』（集英社） 1984
- 『続・私の嫁いびり』（主婦の友社） 1984、のちPHP文庫
- 『暮し上手の基礎知識』（新潮文庫） 1985
- 『花も実もある話 おばさんのミニ農園』（東京新聞出版局） 1985、のち新潮文庫
- 『暮らし上手のキッチンカタログ 西川勢津子のおすすめ品』（講談社） 1986
- 『毛皮の選び方と手入れ』（主婦の友社、勢津子おばさんのワンポイントシリーズ） 1986
- 『整理収納Book』（主婦の友社、勢津子おばさんのワンポイントシリーズ） 1986
- 『勢津子おばさんの育児の知恵事典』（主婦の友社） 1986
- 『ひとに聞けないお見合の知恵 お嬢さん・お母さん・仲人さんのために』（PHP文庫　1986
- 『暮らしじょうずの知恵book』（主婦の友社 勢津子おばさんのワンポイントシリーズ　1987
- 『自分で作る保存食 簡単でおいしい』（主婦の友社、勢津子おばさんのワンポイントシリーズ） 1987
- 『洗濯・掃除book』（主婦の友社、勢津子おばさんのワンポイントシリーズ） 1987
- 『ひとに聞けない「お葬式の知恵」』（PHP研究所） 1988
- 『勢津子おばさんの青春物語』（主婦の友社） 1989
- 『暮らしの知恵365日 冬春夏秋の篇』（PHP文庫） 1990 - 1991
- 『住まいと体の"バイキン"退治』（主婦の友社） 1990
- 『暮らしの歳時記知恵袋 365日季節を演出する』（徳間書店） 1991
- 『お産の知恵 伝えておきたい女の暮らし』（講談社） 1992
- 『女三十五歳からの仕事に惚れる生き方』（講談社） 1992
- 『暮らしの中のうっかり事故を防ぐ本 小さなケガから災害まですぐに役立つ安全マニュアル』（PHP研究所） 1995
- 『命にかかわるバイ菌 O-157だけではない! 食中毒ウイルス細菌カビから身を守る』（主婦の友社） 1996
- 『おばあさんの暮らしの実験室』（読売新聞社） 1997
- 『勢津子おばあさんのパソコン入門知恵袋』（エスシーシー） 2000
- 『勢津子おばあさんの元気に暮らす魔法の杖』（主婦の友社） 2001
- 『思い出万華鏡 昭和の暮らしと今』（阿部千惠絵、エスシーシー） 2002
- 『川原の石から宝石まで鉱物の楽しみ』（三水社） 2005
- 『転ばぬ先の知恵袋』（主婦の友社） 2005

### 共著
- 『アメリカ生活の手引き』（S・S・チャンバリン共著、カルチュアクリエートサービス） 1970
- 『若い女性の家事入門 第3巻 おつきあいのテクニック』（萩原京子共著、大門出版） 1973
- 『若い女性の家事入門 第4巻 家庭生活110番』（萩原京子共著、大門出版） 1973
- 『海外生活の手引き 3 アルゼンチン・ブラジル編』（文化出版局編集部編、監修、文化出版局） 1975
- 『海外生活の手引き 2 フランス・イギリス・西ドイツ編』（共著、文化出版局） 1975
- 『小説『複合汚染』への反証』（遊佐雄彦, 見里朝正, 山根一郎, 山口誠哉, 林敏夫, 岩本経丸共著、国際商業出版） 1975
- 『毛皮の本』（中村喜代次共著、文化出版局） 1977
- 『ひとり暮しもわるくない 男の家事べんり帖』（萩原京子共著、水曜社） 1977
- 『暮らしの知恵365日 冬春夏秋の篇』（グループ馬共著、PHP研究所） 1982 - 1983
- 『赤ちゃんバイブル 初めてママになる人へ 決定版・子育ての知恵』（西川勢津子とグループ馬編、PHP研究所） 1984
- 『暮らしの知恵365日 保存版 生活を豊かに彩る活きた歳時記』（西川勢津子とグループ馬編、PHP研究所） 1984
- 『お嫁さんのゆかいな失敗大全集 姑がこっそり教える暮らしの知恵あれこれ』（西川勢津子とグループ馬著、PHP研究所） 1985
- 『勢津子おばさんの最新生活の便利事典』（グループ馬共編、主婦と生活社） 1986
- 『姑はつらいよ お嫁さん、今にわかるわこの気持』（編著、PHP研究所） 1987、のち文庫
- 『亭主はつらいよ この気持、わかってくれたらいい女房』（編著、PHP研究所） 1989
- 『嫁はつらいよ こんな姑には会いたくない、なりたくない』（編著、PHP研究所） 1992
- 『お米クッキング ヘルシー&おしゃれ』（牧野哲大共著、家の光協会） 1993
- 『四季の気象と暮らしの事典』（朝倉正, 工藤宣共著、朝日新聞社） 1996
- 『害虫追い出し百科』（吉川翠共著、近代文芸社） 1997

## 翻訳
- 『われら郊外家族』（エルマ・ボンベック、プレジデント社） 1977
- 『エレンおばさんの生活便利帳』1 - 2（マリー・エレン・ピンカム、桑井なほ共訳、ワールド教育出版） 1981 - 1982
- 『エレンおばさんの台所便利帳』（マリー・エレン・ピンカム、桑井なほ共訳、ワールド教育出版） 1981
- 『考えながら食べよう おいしく安全に食べるために』（リチャード・W・レーシー、寺田ももよ, 立原あき共訳、シュプリンガー・フェアラーク東京） 1995